# فرنار شاحب الأرجل
فرنار شاحب الأرجل (الاسم العلمي: Furnarius leucopus) (بالإنجليزية: Pale-legged Hornero)‏ هو نوع من الطيور يتبع جنس فرنار من فصيلة فرنارية.